# 維克薩
55°19′3″N 42°10′27.84″E / 55.31750°N 42.1744000°E
維克薩（俄语：Выкса）是俄羅斯下諾夫哥羅德州的一個城市，位於州的西部。2002年人口61,657人。
1767年開埠，1934年設市。